# Les 4 Mers
 (mai 2023).
Si vous disposez d'ouvrages ou d'articles de référence ou si vous connaissez des sites web de qualité traitant du thème abordé ici, merci de compléter l'article en donnant les références utiles à sa vérifiabilité et en les liant à la section « Notes et références ».
Les 4 mers est une maison d'édition française d'illustrations et de textes créée par Guillaume Dégé et Tom de Pékin (Daniel Vincent) active de 1994 à 2002. 
L'ensemble des livres a été imprimé à Pékin par une imprimerie d'État (Rongbao Zhai) aux techniques traditionnelles en offset et en gravure sur bois.
Cette maison d'édition avait pour vocation d'explorer le rapport texte/image, aux antipodes des habitudes du domaine.

## Publications
Encyclopédie antipodiste
1. Guillaume Dégé et Jean-Robert de Saint-Victor d'après George Psalmanazar, L'Indigeste, 1995
2. Da Wensan et Dai Rui, Les Faux Poèmes chinois. (Réédité aux éditions 2024  (ISBN 978-2-919242-43-6))
3. Sophie Dutertre et Didier Delrieu, Le Crime
4. Daniel Vincent, Marie-Pierre Zanolin et Luc Lemans, Casse-tête, 1996
5. Jochen Gerner (illustrations), Mireille de la Rue (textes) d'après Georges Psalmanaazar, Le Désastre, 1996
6. Baldo et Jean-François Dalle, Les Machines utiles, 1996
7. Killofer (illustrations), Richard D'Ari (textes), La Bactérie, 1998
8. Sophie Dutertre et Jean-François Dalle, La Ferme
9. Jerry Binion et Vincent Puente, Sagesses populaires
10. Anne Van der Linden et Morvandiau, Le Poil, 1999
11. Baldo et Étienne Cornevin, Chauses et Otres, 1999
12. Agnès Rosse, Image en cage, 1999
13. Jean Lecointre, L'hygiène, 2000
14. Bonhaume, Q, 2000
15. Da Wensan et Dai Rui, Les Faux Poèmes chinois II, 2000.

- Collectif, Un Pékin en Chine, 1999
- Collectif, Homo Pekinensis, 1999
- Daniel Vincent et Félix Kushnir, 7 jours, Johannesburg... Durban – Livre-objet, boîte à images, invitation à un parcours intimiste à travers l’Afrique du Sud
- Guillaume Dégé et Rong Rong, Images parallèles : 10 expressions chinoises – 10 expressions françaises, 1999
- Anne Van der Linden (illustrations) et Morvandiau (textes), Le Poil, 1999
- Joko (illustrations) et Rémy de Gourmont (textes), Apologie du cannibalisme, 2002